# Sandjak Montenegro
De sandjak Montenegro was een provincie (sandjak) van het Ottomaanse Rijk op het Balkanschiereiland die destijds niet volledig overeenkwam met het huidige land Montenegro.
In 1499 werd het gebied Montenegro, afkomstig uit het voormalige vorstendom Zeta, toegevoegd aan de al bestaande provincie Scutari. Vanaf 1514 werden beide gebieden apart ingedeeld en zo ontstond de eigenlijke provincie/sandjak Montenegro. In 1528 werd de Sandjak Montenegro echter al weer opgegeheven en werd het gebied als vilayet Montenegro weer bij de sandjak Scutari gevoegd. 
Tijdens alle gebeurtenissen die de Grote Turkse Oorlog (1663-1699) uitmaakten, werden de Ottomanen in 1697 uit Montenegro verbannen. Alzo werd het prinsbisdom Montenegro feitelijk onafhankelijk, hetgeen in 1799 formeel werd erkend. In 1852 zou het prinsbisdom omschakelen tot het vorstendom Montenegro.